# N-622

La  N-622  es una carretera nacional española de la Red de Carreteras del Estado, que une Lerma (Burgos) con Quintana del Puente (Palencia).
Antiguamente la  N-622 , con la denominación de  C-110 , nacía en la  N-234  a la altura de Hortigüela, para dirigirse a Lerma y cruzarse allí con la  E-5   A-1   N-1 . Posteriormente continuaba hacia el Oeste hasta Quintana del Puente donde se cruzaba con la  E-80   A-62   N-620  continuando su itinerario hacia el Noroeste hasta la localidad de Frómista, donde se encuentra con la  A-67   N-611 . Finalmente continuaba su recorrido hasta llegar a la localidad de Carrión de los Condes, desembocando en la  N-120 . Esta carretera formaba un eje transversal que unía las carreteras  N-234 ,  N-1 ,  N-620 ,  N-611  y  N-120 .
Actualmente su recorrido se encuentra uniendo Lerma con Quintana del Puente, manteniendo su kilometraje original, mientras que el resto de tramos han sido renombrados como  BU-905  al tramo entre Hortigüela y Covarrubias, como  BU-904  entre Covarrubias y Lerma, como  P-413  entre Quintana del Puente y Cordovilla la Real, como  P-412  entre Cordovilla la Real y Astudillo, como  P-431  entre Astudillo y Frómista, y finalmente como  P-980  entre Frómista y Carrión de los Condes.
En Vitoria y hasta el cruce con la  AP-68  aparece otro tramo de la  N-622  con su P.K. 0 en Vitoria, lo que lleva a pensar que el organismo competente en carreteras ha denominado con el mismo código a dos carreteras completamente diferentes.

## Carretera N-622
| P.K. | Localidad                                              |
| ---- | ------------------------------------------------------ |
| 48   | Lerma enlace con A-1                                   |
| 52   | Santa Cecilia cruce con Zael                           |
| 57   | Tordómar                                               |
| 62   | Villahoz cruce con Santa María del Campo               |
| 69   | Escuderos cruce con Santa María del Campo y Torrepadre |
|      | Provincia de Palencia                                  |
| 74   | Cruce a Cobos de Cerrato                               |
|      | Provincia de Burgos                                    |
| 75   | Pinilla de Arlanza                                     |
| 78   | Peral de Arlanza                                       |
|      | Provincia de Palencia                                  |
| 83   | Palenzuela                                             |
| 88   | Quintana del Puente enlace con A-62                    |

- Datos: Q2361261